# 금촌역
금촌역(金村驛, Geumchon station)은 경기도 파주시 금촌1동에 위치한 수도권 전철 경의·중앙선의 전철역이다. 경기도 파주시 중심부에 자리잡은 역으로, 파주시의 중추역 기능을 담당한다. 과거에는 지상역사로 저지대 수해에 취약하였으나, 현재의 신 역사는 고가로 건축되어 배수 및 침수 문제가 개선되었다.

## 역명 유래
본래 이 지역의 고유 지명은 ‘새말’이었는데, 경의선 철도 부설 당시 일본인이 ‘쇠말’로 잘못 들은 것에서 유래한다.

## 역사
- 1908년 12월 16일 : 보통역으로 영업 개시
- 1971년 9월 10일 : 무연탄 화물 도착역 지정[4]
- 1994년 1월 1일 : 소화물 취급 중지[5]
- 2000년 6월 1일 : 금촌~문산 간 일시 영업중지로 인해 소화물 취급 재개[6]
- 2001년 2월 26일 : 소화물취급 중지[7]
- 2008년 4월 22일 : 역무시설 신역사로 이전
- 2008년 6월 15일 : 화물 취급 중지[8]
- 2008년 10월 19일 : 구 금촌역사 철거
- 2009년 7월 1일 : 수도권 전철 경의선 개통과 함께 전철역이 됨, 서울 기점 35.1 km에서 35.6 km로 변경[9]

## 역 구조
2면 4선의 쌍섬식 승강장을 갖추고 있다. 스크린도어가 설치되어 있다.

### 승강장
| ↑ 금릉          |
| １２ \| ３４ \| |
| 월롱 ↓          |

| 1 | ● 수도권 전철 경의·중앙선 | 사용하지 않음                                  |
| 2 | ● 수도권 전철 경의·중앙선 | 일산 · 대곡 · 서울역 · 용산 · 용문 · 지평 방면 |
| 3 | ● 수도권 전철 경의·중앙선 | 월롱ㆍ파주 · 문산 방면                         |
| 4 | ● 수도권 전철 경의·중앙선 | 사용하지 않음                                  |

## 역 주변
- 금촌3동
- 금촌1동
- 금촌시외버스정류장
- 문산제일고등학교
- 금신초등학교
- 파주세관
- 파주시법원
- 파주시청
- 금신초등학교
- 금촌체욱공원
- 금촌초등학교
- 파주시세무서
- 금촌지구대
- 금촌1동행정복지센터

## 사진

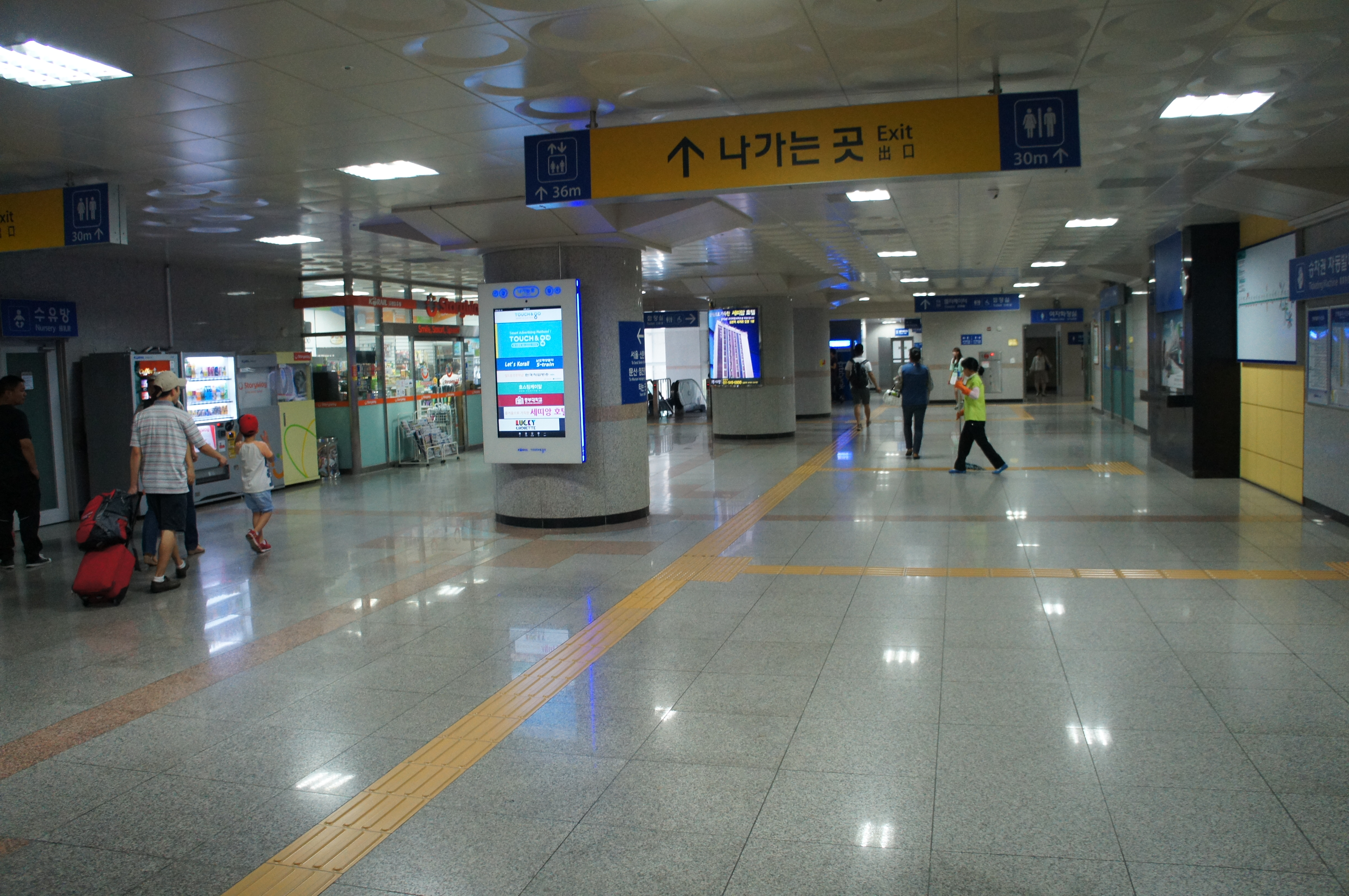
대합실
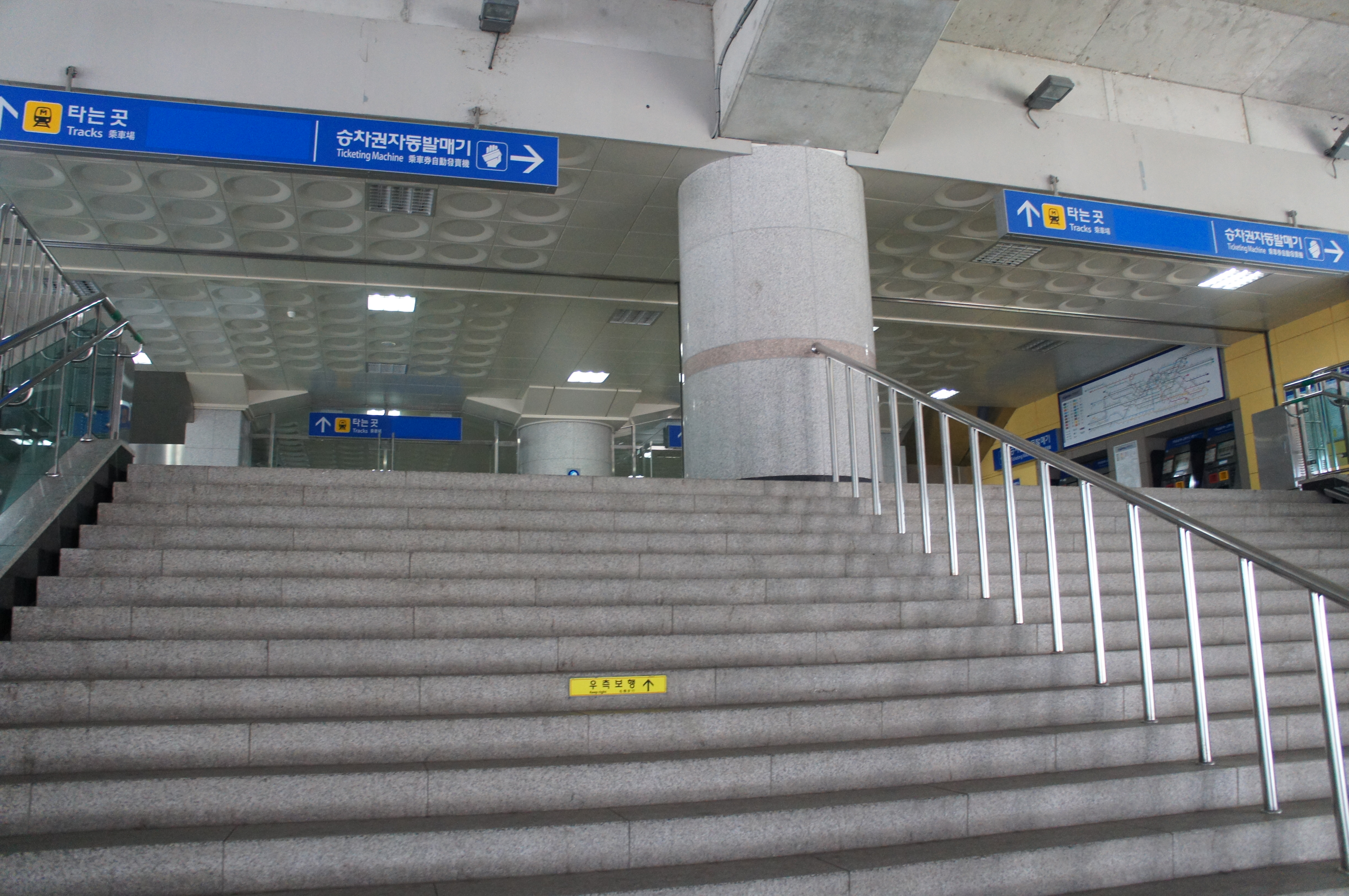
2번 출입구
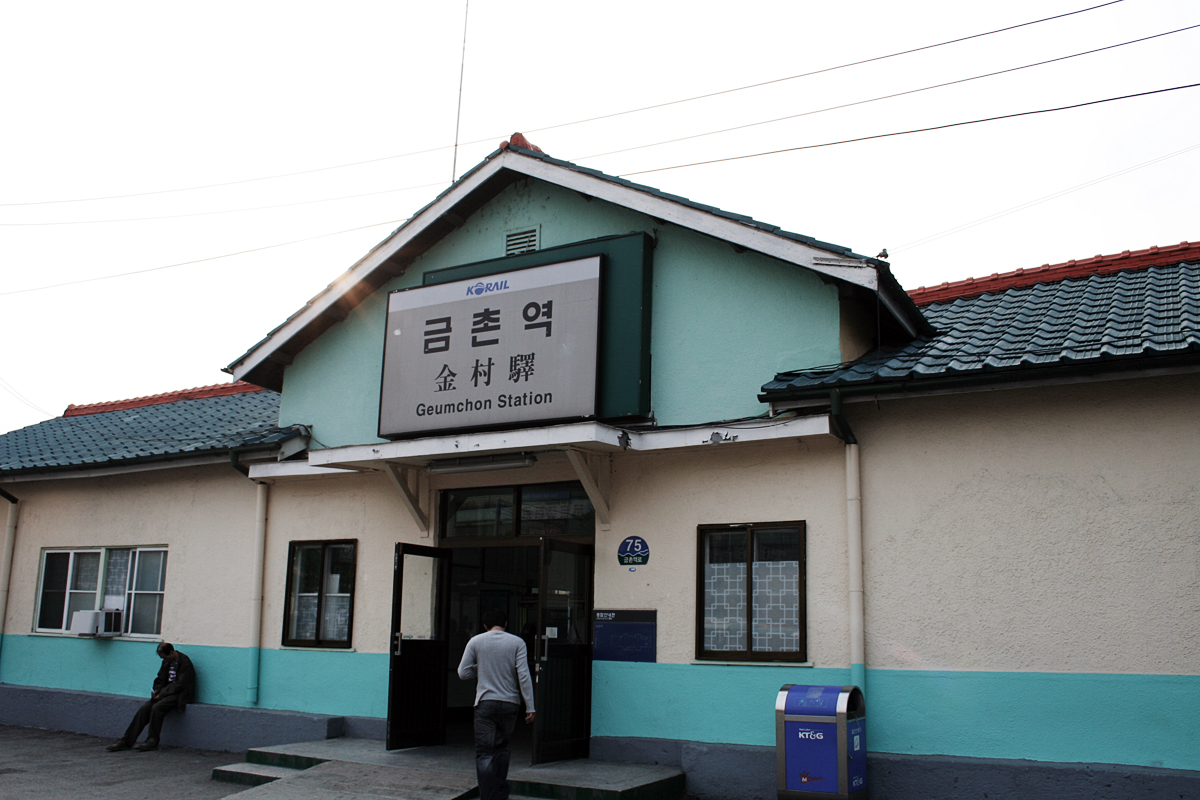
구 역사

## 이용객 변동
2009년 자료는 개통일인 2009년 7월 1일부터 12월 31일까지인 184일치만이 반영된 것이다.
| 노선        | 노선 | 일평균 인원수 (명/일) | 일평균 인원수 (명/일) | 일평균 인원수 (명/일) | 일평균 인원수 (명/일) | 일평균 인원수 (명/일) | 일평균 인원수 (명/일) | 일평균 인원수 (명/일) | 일평균 인원수 (명/일) | 일평균 인원수 (명/일) | 일평균 인원수 (명/일) | 각주   |
| 노선        | 노선 | 2009년                | 2010년                | 2011년                | 2012년                | 2013년                | 2014년                | 2015년                | 2016년                | 2017년                | 2018년                | 각주   |
| ----------- | ---- | --------------------- | --------------------- | --------------------- | --------------------- | --------------------- | --------------------- | --------------------- | --------------------- | --------------------- | --------------------- | ------ |
| 경의·중앙선 | 승차 | 2,956                 | 2,790                 | 3,345                 | 3,552                 | 4,119                 | 4,505                 | 4,710                 | 4,860                 | 7,450                 | 7,369                 | [ 10 ] |
| 경의·중앙선 | 하차 | 2,840                 | 2,641                 | 3,178                 | 3,382                 | 3,986                 | 4,386                 | 4,609                 | 4,820                 | 7,268                 | 7,307                 | [ 10 ] |
| 경의·중앙선 |      | 2019년                | 2020년                | 2021년                | 2022년                | 2023년                |                       |                       |                       |                       |                       | [ 10 ] |
| 경의·중앙선 | 승차 | 7,401                 | 5,289                 | 5,442                 | 6,109                 | 6,468                 |                       |                       |                       |                       |                       | [ 10 ] |
| 경의·중앙선 | 하차 | 7,316                 | 5,261                 | 5,449                 | 6,060                 | 6,363                 |                       |                       |                       |                       |                       | [ 10 ] |

## 인접한 역
| 경의선                                  | 경의선                                                    | 경의선                                  |
| --------------------------------------- | --------------------------------------------------------- | --------------------------------------- |
| K333 월롱 문산 방면 문산 방면 문산 방면 | ● 수도권 전철 경의·중앙선 본선 완행 중앙선 급행 지선 완행 | K330 금릉 지평 방면 용문 방면 서울 방면 |
| K335 문산 방면                          | ● 수도권 전철 경의·중앙선 경의선 본선 급행                | K330 금릉 용문 방면                     |
| K335 문산 방면                          | ● 수도권 전철 경의·중앙선 경의선 지선 급행                | K329 운정 서울 방면                     |